# Ex Ospedale Morgagni

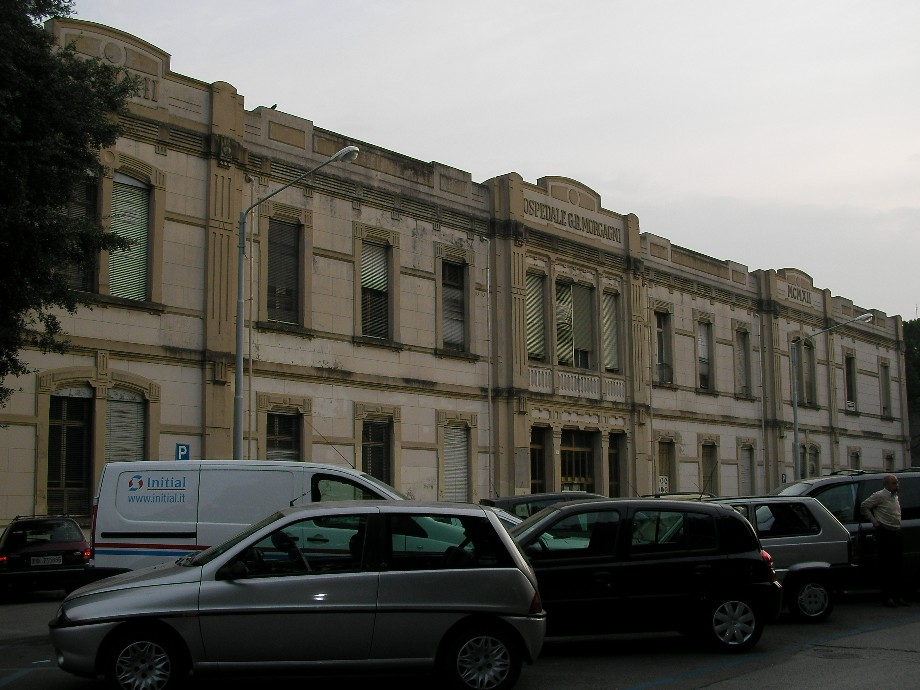
Ehemaliges Ospedale Morgagni vor dem Umbau 2011

Das ehemalige Ospedale Giovan Battista Morgagni ist ein riesiger Pavillon-Komplex vom Anfang des 20. Jahrhunderts im historischen Zentrum von Forlì in der italienischen Region Emilia-Romagna. Er liegt am Borgo Conogni. Er war 80 Jahre lang Sitz des Krankenhauses der Stadt. 2004 wurde das Krankenhaus mit dem Ospedale Pierantoni zusammengelegt und in den Ortsteil Vecchiazzano verlegt, sodass es heute das Ospedale Morgagni-Pierantoni ist.

## Geschichte
Das alte Ospedale Casa di Dio, das seit 1772 im Palazzo del Merenda untergebracht war, hatte sich bereits im 19. Jahrhundert als unzureichend erwiesen, sodass zwischen 1824 und 1848 ein Erweiterungsbau notwendig wurde und es schließlich durch den Bau des ersten Kerns des Ospedale Morgagni in den ersten Jahren des 20. Jahrhunderts ersetzt wurde. Anfangs war das neue Gebäude nach Aurelio Saffi benannt, aber 1921 wurde es nach dem Anatomen Giovanni Battista Morgagni umbenannt.
Der Gebäudekomplex, der für die damalige Zeit avantgardistisch war, lag in einem großen Park im historischen Zentrum von Forlì, in dem sieben Krankenhauspavillons angeordnet wurden: Eingangspavillon, Hauptpavillon, Versorgungsgebäude, Pavillon für Tuberkulosekranke, Pavillon für Infektionskranke, Gebäude für die Leichenschau und Wäscherei. Ab 1937 begannen die ersten Erweiterungen, sowohl Erweiterungen bestehender Pavillons, als auch der Bau eines Chirurgiepavillons und eines Leichenhauses. Diese Erweiterungen wurden 1952 und 1964 mit dem Bau eines Rivalta-Pavillons und eines Orthopädiepavillons fortgesetzt. Hielten sich die ersten Erweiterungen noch an die Prinzipien der ursprünglichen Anlage vom Beginn des Jahrhunderts, so führten die Änderungen in der Nachkriegszeit zur Veränderung des architektonischen Gleichgewichtes des Komplexes.
Das „Morgagni“ diente seit seiner Eröffnung im als Zentralklinikum von Forlì, aber ab 1973 begann die abteilungsweise Verlegung in das weiter draußen liegende Ospedale Pierantoni, in dem anfangs nur einige Spezialabteilungen untergebracht waren. Dieser Prozess wurde bis zur definitiven Fusion 2004 fortgeführt, als das gesamte Krankenhaus vollständig in das neue Padiglione Morgagni des Ospedale Morgagni-Pierantoni in Vecchiazzano verlegt wurde.

## Neue Nutzung

Plan des neuen Campus Forlì der Universität Bologna

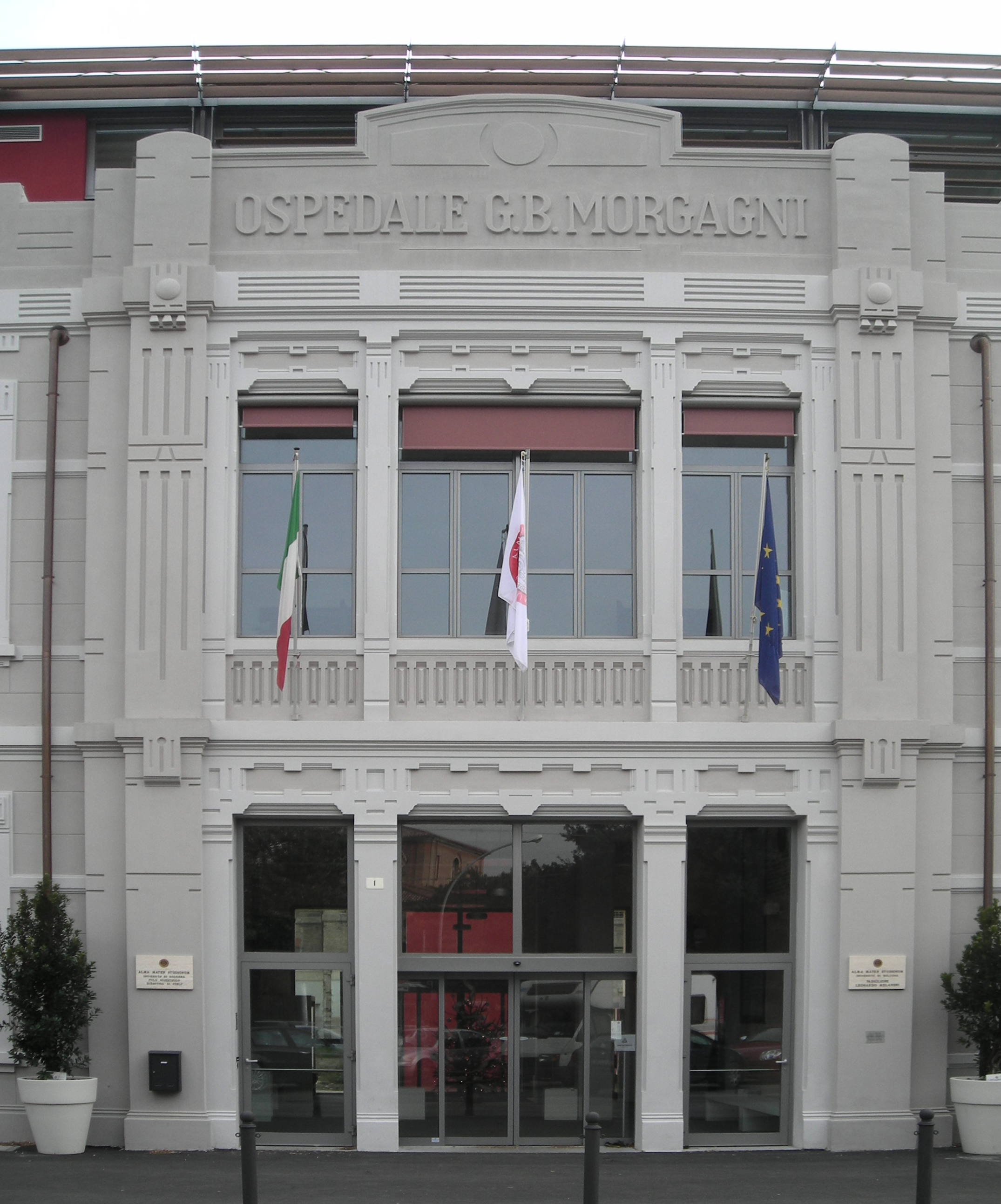
Eingangspavillon des ehemaligen Hospitals, heute Sitz der Direktion und der Dienste des Campus Forlì der Universität Bologna. Oben sieht man die Aufstockung des Gebäudes, die während des Umbaus realisiert wurde.

1998 beschloss die Stadtverwaltung Forlì, das Gelände des ehemaligen Krankenhauses als „Campus Forlì“ der Universität Bologna umzuwidmen, und führte eine internationale Ausschreibung für die die Umbauarbeiten durch. Das Projekt, dessen Kosten auf € 3,2 Mio. geschätzt wurde, ermöglichte einen einzigen, gemeinsamen Standort für die Universitätsfakultäten und -dienste, die bis dahin über die ganze Stadt verteilt waren.
Sobald der Umbau der historischen Pavillons fertiggestellt war, wurden dort die Verwaltung des Campus, die Schulen, die Abteilungen, die Zentralbibliothek „Roberto Rufilli“, sowie die Informatik- und Sprachlaboratorien untergebracht. Auch wurde der Bau des „Teaching Hub“ abgeschlossen, einer Fußgängerverbindung, die die Hörsäle für die Didaktik über den ganzen Campus miteinander verbindet, die in drei Blocks ebenfalls neu errichtet wurden.